# Orcynia calcarata
Orcynia calcarata là một loài bướm đêm thuộc phân họ Arctiinae, họ Erebidae.